# ギブリーズ episode2
『ギブリーズ episode2』（ギブリーズ エピソード ツー、英題：GHIBLIES episode2）は、スタジオギブリ（スタジオジブリ）の短編アニメーション映画。百瀬義行監督作品。2002年に『猫の恩返し』と同時上映で公開。

## エピソード
1. 「カレーなる勝負」
2. 「初恋」
3. 「お昼」 （ショート・ストーリー）
4. 「ダンス」 （ショート・ストーリー）
5. 「美女と野中（やじゅう）」 （ショート・ストーリー）
6. 「エピローグ」 （ショート・ストーリー）

## スタッフ
| キャラクター原案               | キャラクター原案               | すずきとしお |
| 特別キャラクター原案           | 特別キャラクター原案           | いしいひさいち |
| 音楽                           | 音楽                           | 渡野辺マント |
| 原画                           | 原画                           | 大平晋也、うつのみやさとる、田辺修、山森英司、松尾真理子、田村篤、米林宏昌、山口明子、浜洲英喜、橋本晋治、山川浩臣、志田晴海、結城明宏、古田詔治、伊藤秀樹 |
| 動画チェック                   | 動画チェック                   | 藤井香織 |
| 動画                           | 動画                           | 舘野仁美、手島晶子、中込利恵、中村勝利、斎藤昌哉、小野田和由、鈴木まり子、鈴木麻紀子、野口美律、大橋実、大西綾、伊藤望、海内努、笹川周子、片野美桜子、高橋直子、小田剛生、高橋もよ、笹木裕美、廣田俊輔、アレキサンドラ･ワエラウフ、谷平久美子、山浦由加里、下平啓介、金子由紀江、辻仁子、中本和樹、上乃つぐ美、北澤康幸、佐藤可奈子、平井和子、河合拓也、中野江美 |
| 動画協力                       | 動画協力                       | アニメトロトロ、オープロダクション、テレコム・アニメーションフィルム |
| 美術監督                       | 美術監督                       | 吉田昇 |
| 背景                           | 背景                           | 平原さやか、福留嘉一、田村せいき、伊奈涼子、長田昌子、矢野きくよ、石原智恵、増山修、大森崇、高松洋平、武重洋二、大木健太郎 |
| デジタル特効                   | デジタル特効                   | 糸川敬子、谷口久美子、鈴木さち |
| 色指定チーフ                   | 色指定チーフ                   | 保田道世 |
| 色指定                         | 色指定                         | 守屋加奈子、織田富美子、山田和子 |
| デジタルペイント               | デジタルペイント               | 森奈緒美、石井裕章、野村雪絵、大山章博、岡田理恵、柴山智隆 |
| CG監督                         | CG監督                         | 片塰満則 |
| CG                             | CG                             | 泉津井陽一、佐藤美樹、軽部優、山田裕城、林伸彦、野元力 |
| 3Dキャラクター・アニメーション | 3Dキャラクター・アニメーション | 河口俊夫、水谷英二 |
| CGエンジニア                   | CGエンジニア                   | 井上雅史、桝内進、北川内紀幸 |
| 映像演出                       | 映像演出                       | 奥井敦 |
| デジタル撮影                   | デジタル撮影                   | 藪田順二、高橋わたる、田村淳 |
| 編集                           | 編集                           | 瀬山武司 |
| 録音演出                       | 録音演出                       | 林和弘 |
| 整音                           | 整音                           | 住谷真 |
| 効果                           | 効果                           | 伊藤道廣 |
| 効果制作                       | 効果制作                       | サウンドリング |
| キャスティング・プロデュース   | キャスティング・プロデュース   | PUG POINT・JAPAN |
| 録音                           | 録音                           | 東京テレビセンター |
| 光学録音                       | 光学録音                       | 上田太士 |
| デジタル光学録音               | デジタル光学録音               | 西尾曻 |
| ドルビーフィルムコンサルタント | ドルビーフィルムコンサルタント | 森幹生、河東努 |
| DTSマスタリング                | DTSマスタリング                | 中山敦子、相川敦 |
| 音楽プロデューサー             | 音楽プロデューサー             | 岸健二郎 |
| 音楽ミキサー                   | 音楽ミキサー                   | 斉藤敬興 |
| タイトル                       | タイトル                       | 真野薫、マリンポスト |
| 監督助手                       | 監督助手                       | 田代英一郎、松村智香 |
| 協力                           | 協力                           | 野島照代、アニメーション・スタッフルーム |
| 特別協力                       | 特別協力                       | ローソン、タイトー |
| 現像                           | 現像                           | IMAGICA |
| 制作                           | 制作                           | スタジオギブリ |
| プロデューサー                 | プロデューサー                 | 渡辺宏行 |
| 製作プロデューサー             | 製作プロデューサー             | 鈴木敏夫、高橋望 |
| 脚本 監督                      | 脚本 監督                      | 百瀬義行 |

## キャスト
- 野中くん：西村雅彦
- ゆかりさん：鈴木京香
- 奥ちゃん：古田新太
- 徳さん：斉藤暁
- 蛍ちゃん：篠原ともえ
- 米ちゃん：今田耕司
- トシちゃん：小林薫
- その他の声優：香月弥生、得丸伸二、髙橋耕次郎、清水明彦、村治学、沢田冬樹、渡辺裕樹、石原巧也、吉野奨基、登坂茜紀、丸橋望、永井杏

## テレビ放送
| 回数 | 放送日         | 視聴率 |
| ---- | -------------- | ------ |
| 1    | 2016年11月18日 | 12.4%  |

- 2016年11月4日から『金曜ロードSHOW!』（日本テレビ系）で、「秋のジブリ」と題して3週連続でスタジオジブリ作品が放送された。11月18日には『猫の恩返し』が放送され、劇場で同時上映された本作からも、「カレーなる勝負」と「初恋」の2エピソードが放送された[1]。

## 関連商品

### 作品本編に関するもの
映像ソフト
- 猫の恩返し／ギブリーズ episode2  VHS - ブエナ ビスタ ホーム エンターテイメント（2003年7月4日）
- 猫の恩返し／ギブリーズ episode2  DVD - ブエナ ビスタ ホーム エンターテイメント（2003年7月4日）
- 猫の恩返し／ギブリーズ episode2  Blu-ray Disc - ウォルト・ディズニー・スタジオ・ジャパン（2013年12月4日）

出版
- ギブリーズ episode2―フィルムコミック（2002年6月25日）ISBN 4-19-770093-8
- 路地の向こうは猫の国　猫の恩返し＆ギブリーズ　徹底ガイド（2002年7月20日）ISBN 4-04-853527-7
- 野中くんが言いたくて言えなかったこと（2002年7月31日）ISBN 4-19-861544-6
- 猫の恩返しガイドブック―スタジオジブリとファンタジーの世界 (TOKUMA LADY’S MOOK)（2002年8月25日）ISBN 4-19-700022-7

音楽
- ギブリーズ episode2　サウンドトラック 徳間ジャパンコミュニケーションズ（2002年6月26日）TKCA-72366

## 受賞歴
- 第20回ゴールデングロス賞最優秀金賞[2]